# Église Saint-Laurent de Plassac
L'église Saint-Laurent est une église catholique située à Plassac, en France.

## Localisation
L'église est située dans le département français de la Charente-Maritime, sur la commune de Plassac.

## Historique
L'édifice est classé au titre des monuments historiques en 1910 et inscrit en 1964.
Elle présente un plan très simple et fut en partie ruinée pendant les guerres de Religion. Le portail typique du XIe siècle est décoré de zigzags, de têtes grimaçantes et d’étoiles. La façade présente une série de cinq arcades à cinq lobes. L’église fut restaurée pendant la seconde moitié du XIXe siècle. Le clocher est quadrangulaire éclairé par quatre fenêtres à plein cintre et surmonté d’une charpente formant une flèche recouverte de tuile plate.Une chapelle mortuaire dédiée à la Vierge est accolée à la nef et fut construite par le marquis de Montazet alors comte de Plassac à la fin du XVIIIe siècle.

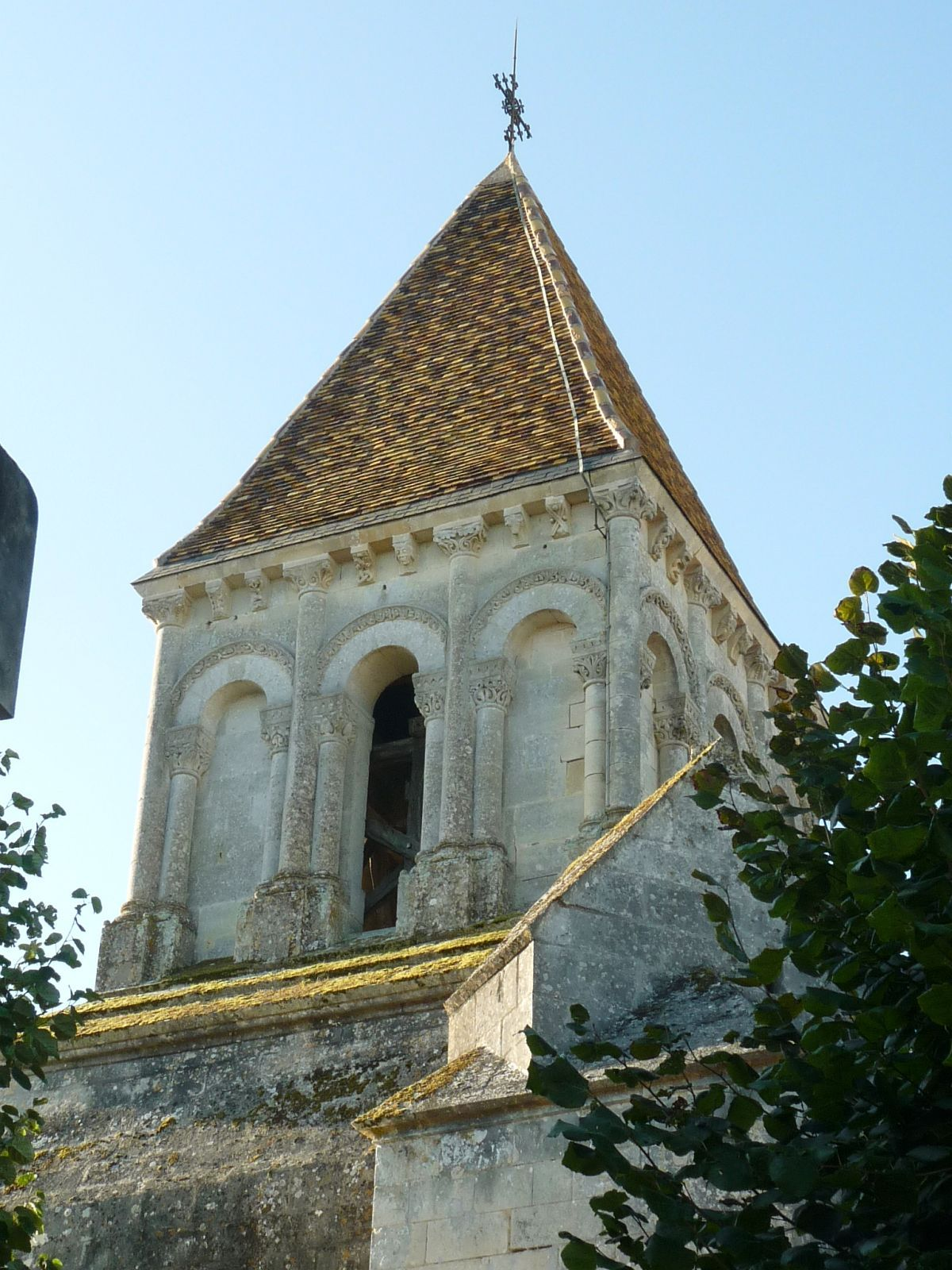
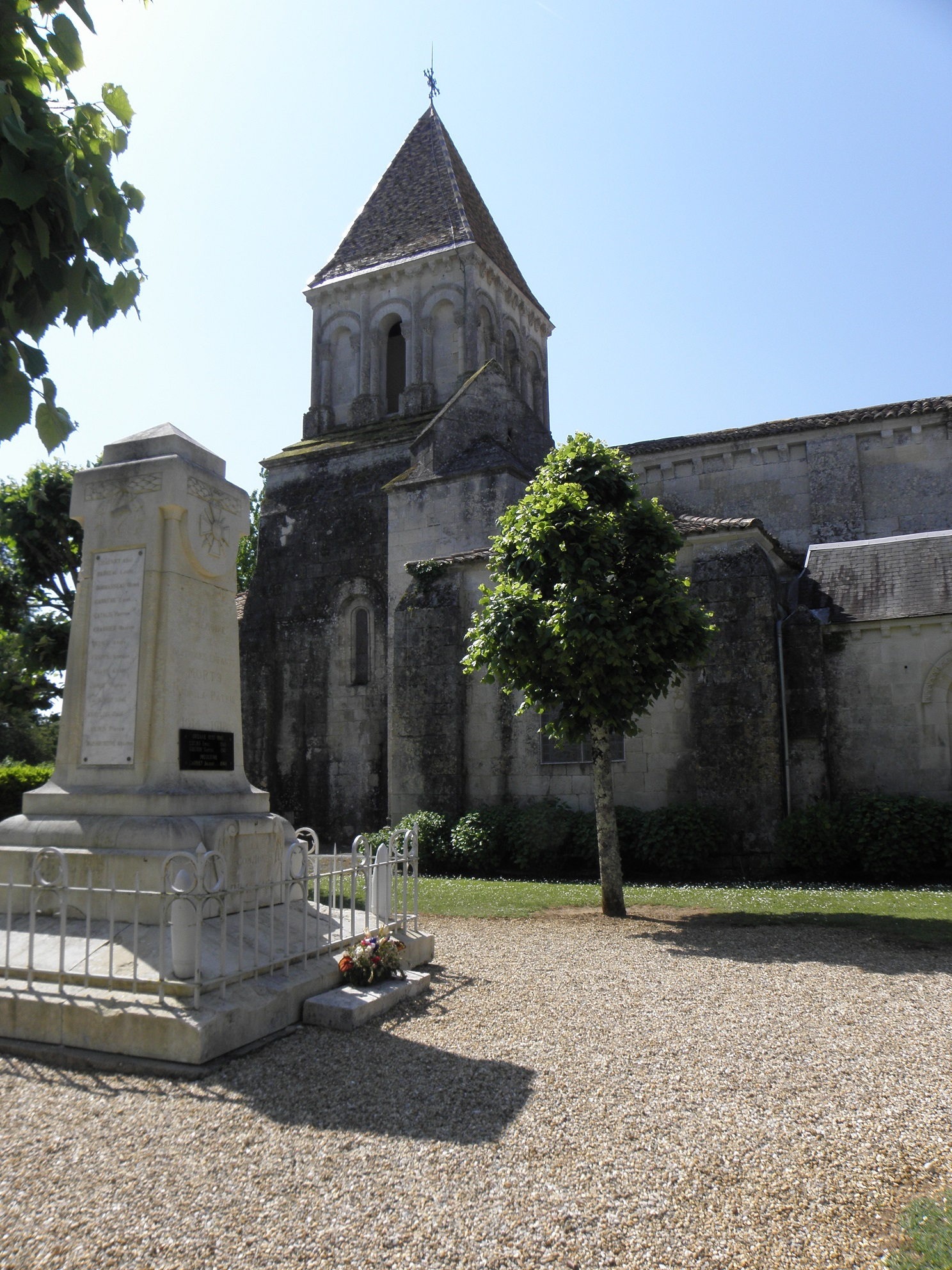